# 鄭州領航実験学校

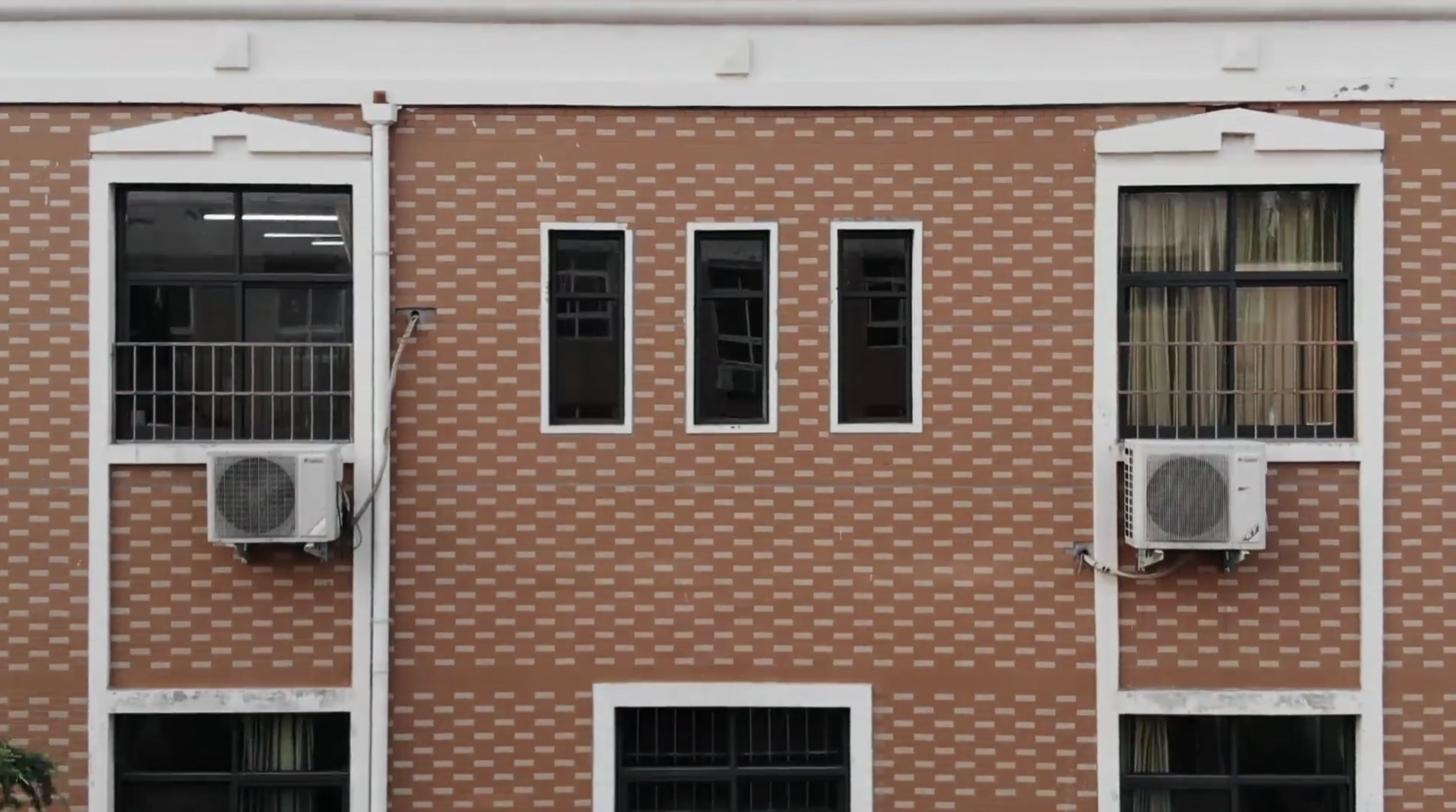
校舎

鄭州領航実験学校（Zhengzhou Linghang Shiyanxuexiao)は、中国河南省鄭州市航海西路 108 号 に所在し、中高一貫教育を提供する私立学校である。

## 概要
鄭州領航実験学校の前身は河南省実験学校鄭東中学である。2015 年に現在の中国河南省鄭州市航海西路 108号に移転して開校した。敷地面積は約51ヘクタールであり、建築面積は約50000平方メートルである。

## 交通アクセス
- 鄭州 20 線沁河路西三環駅より徒歩 5 分。
- 鄭州 B1 線秦嶺路航海路駅より徒歩 11 分。
- 鄭州 63 線航海路秦嶺路駅より徒歩 13 分。

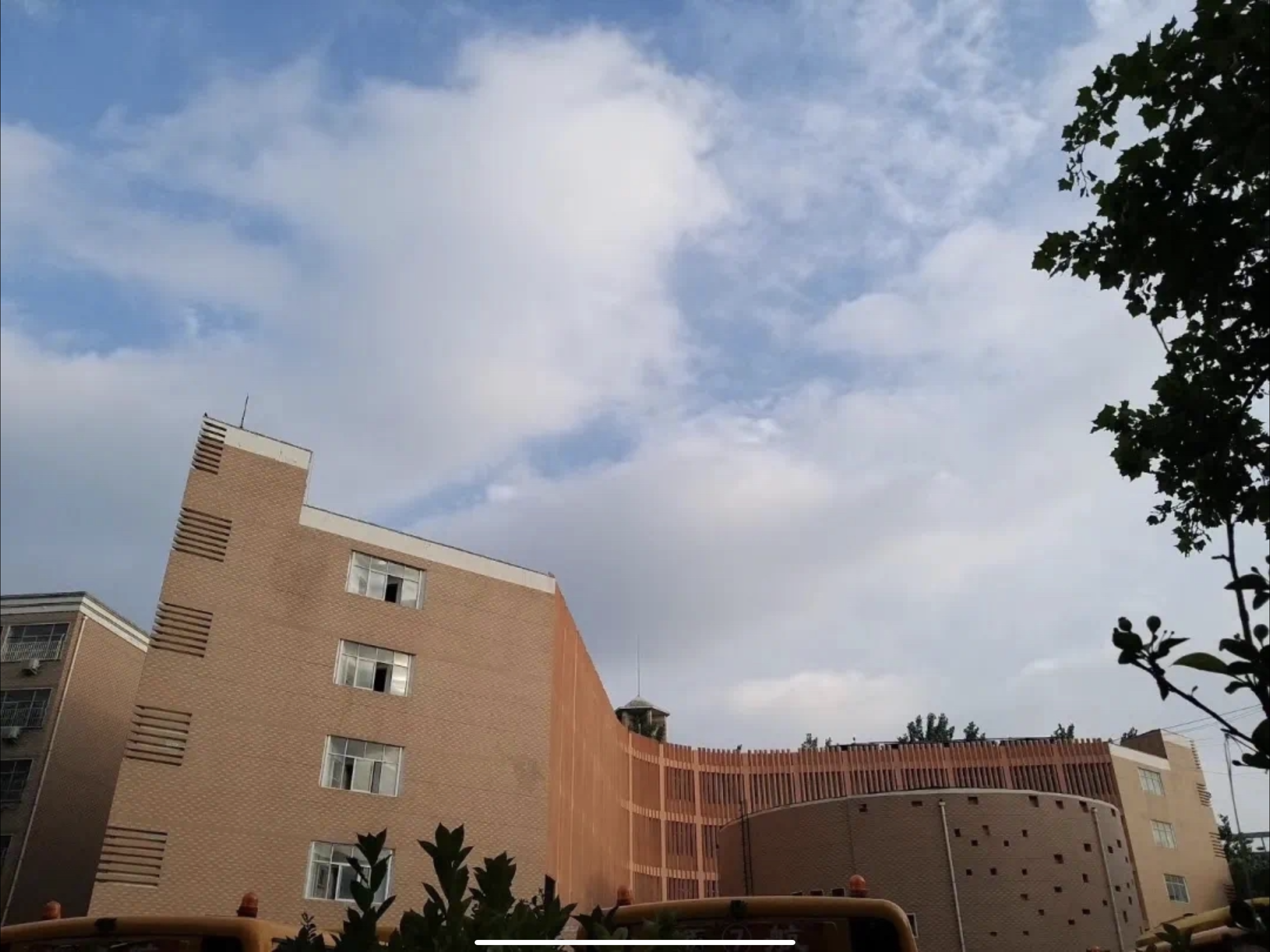
校舎

- 校舎鄭州 126 線秦嶺路淮河路駅より徒歩 18 分。